# Lingbei, Dingnan
Lingbei (kinesiska: 岭北, 岭北镇) är en köping i Kina. Den ligger i provinsen Jiangxi, i den sydöstra delen av landet, omkring 430 kilometer söder om provinshuvudstaden Nanchang. Antalet invånare är 13956. Befolkningen består av 6 828 kvinnor och 7 128 män. Barn under 15 år utgör 18,0 %, vuxna 15-64 år 69 %, och äldre över 65 år 11,0 %.
Genomsnittlig årsnederbörd är 1 969 millimeter. Den regnigaste månaden är maj, med i genomsnitt 376 mm nederbörd, och den torraste är oktober, med 19 mm nederbörd.